# Harpactea zagros
Espèce
Harpactea zagros est une espèce d'araignées aranéomorphes de la famille des Dysderidae.

## Distribution
Cette espèce est endémique de la province d'Ilam en Iran,. Elle se rencontre à Aseman Abad dans la grotte Raad-e Gharbi.

## Description
Le mâle holotype mesure 5,18 mm.

## Systématique et taxinomie
Cette espèce a été décrite par Zamani et Marusik en 2023.

## Étymologie
Son nom d'espèce lui a été donné en référence au lieu de sa découverte, les monts Zagros.

## Publication originale
- Zamani, Darvishnia & Marusik, 2023 : « New data on cave spiders (Arachnida: Araneae) of Iran, with new species and records. » Zootaxa, no 5361(3), p. 345-366.